# Хімічна інертність
Хімі́чна іне́ртність — властивість речовини не вступати в хімічні реакції.
Наприклад, молекулярний азот N2 є інертним за звичайних умов — наявність сильного потрійного ковалентного зв'язку в молекулах робить його нереакційноздатним. Проте азот реагує з  лужним металом літієм, утворюючи нітрид літію (Li3N), навіть у звичайних умовах. За високого тиску і температури, і з потрібним каталізатором, азот стає більш реактивним. Процес Габера використовує такі умови для виробництва аміаку з азоту повітря.
Інертне середовище з азоту широко використовується для зберігання чутливих до кисню або водночутливих речовин, щоб запобігти небажаним реакціям цих речовин з киснем або водою.